# Аржать
Аржа́ть (Ржать, Чичатка) — река в Смоленской и Тверской областях России, левый приток Чичатки.
Протекает в северной части Духовщинского района Смоленской области и в Бельском районе Тверской области. Берёт начало юго-восточнее деревни Клестово. Вдоль течения реки расположены населённые пункты Озёрненского городского поселения, а также Пречистенского, Добринское и Демяховского сельских поселений. По Тверской области протекает 10 км до впадения в Чичатку в её верхнем течении.
Длина — 46 км, площадь водосборного бассейна — 533 км². Подпитывает Смоленское водохранилище. Притоки — Славица, Белоус, Литея.